# Giosuè Carducci (cacciatorpediniere)
Il Giosuè Carducci è stato un cacciatorpediniere della Regia Marina.

## Storia
All'ingresso dell'Italia nella seconda guerra mondiale si trovava inquadrato nella IX Squadriglia Cacciatorpediniere, insieme ai gemelli Alfieri, Oriani e Gioberti.
Alle due di notte del 12 giugno 1940 salpò da Taranto, insieme ai gemelli, alla I Divisione (incrociatori pesanti Zara, Fiume e Gorizia), alla VIII Divisione (incrociatori leggeri Duca degli Abruzzi e Garibaldi) ed alla XVI Squadriglia Cacciatorpediniere (da Recco, Pessagno, Usodimare) per pattugliare il Mar Ionio.
Il 2 luglio fu inviato, insieme ai gemelli, alla I Divisione (Zara, Fiume, Gorizia), agli incrociatori leggeri Bande Nere e Colleoni ed alla X Squadriglia Cacciatorpediniere (Maestrale, Grecale, Libeccio, Scirocco) a fornire scorta indiretta ad un convoglio che stava rientrando dalla Libia (convoglio composto dai trasporti truppe Esperia e Victoria, con la scorta delle torpediniere Procione, Orsa, Orione e Pegaso, in navigazione da Tripoli a Napoli).
Nel pomeriggio del 7 luglio uscì in mare insieme ai gemelli ed al resto della II Squadra Navale – incrociatore pesante Pola, Divisioni incrociatori I, II, III e VII per un totale di 11 unità e squadriglie cacciatorpediniere X, XI, XII e XIII – che poi si unì alla I Squadra e partecipò alla battaglia di Punta Stilo del 9 luglio: durante il ripiegamento della flotta italiana in tale scontro, la IX Squadriglia fu la prima formazione di cacciatorpediniere, tra quelle inviate all'attacco, a lanciare i propri siluri – cinque in tutto, da 13.500 metri –, senza però metterli a segno.
Tra il 30 luglio ed il 1º agosto fornì scorta indiretta – insieme ai gemelli, agli incrociatori Pola, Zara, Fiume, Gorizia, Trento, Da Barbiano, Alberto di Giussano, Eugenio di Savoia, Duca degli Abruzzi, Attendolo, Montecuccoli ed alle Squadriglie Cacciatorpediniere XII, XIII e XV per un totale di 11 unità – a due convogli per la Libia, che videro in mare complessivamente 10 mercantili, 4 cacciatorpediniere e 12 torpediniere.
Intorno a mezzogiorno del 27 novembre salpò da Napoli insieme al Pola, alla I Divisione (Fiume e Gorizia) ed alle altre unità della IX Squadriglia, prendendo poi parte all'inconclusiva battaglia di Capo Teulada.
Nel dicembre 1940 bombardò, unitamente all’Alfieri ed al Gioberti, le posizioni costiere dell'Albania e della Grecia in appoggio alle operazioni del Regio Esercito in quei territori.
Il 6 gennaio 1941 bombardò, insieme all’Alfieri, al Gioberti, al cacciatorpediniere Fulmine (temporaneamente aggregato alla IX Squadriglia) ed alla XIV Squadriglia Torpediniere (Partenope, Pallade, Altair, Andromeda), le installazioni militari greche a Porto Palermo, in Albania.

Il Carducci fotografato insieme ai gemelli Oriani e Gioberti

Alle undici del 26 marzo salpò da Taranto (al comando del capitano di fregata Alberto Ginocchio) con i gemelli e con la I Divisione (Zara, Pola, Fiume), aggregandosi poi alla squadra navale – corazzata Vittorio Veneto, Divisioni incrociatori III (Trento, Trieste, Bolzano) e VIII (Garibaldi e Duca degli Abruzzi), Squadriglie cacciatorpediniere XIII (Granatiere, Bersagliere, Fuciliere, Alpino), XVI (Da Recco, Pessagno), XII (Corazziere, Carabiniere, Ascari) – destinata a partecipare all'operazione «Gaudo», poi sfociata nella battaglia di Capo Matapan.
Nel corso di tale battaglia il Pola, nella serata del 28 marzo, fu immobilizzato da un aerosilurante. Su ordine dell'ammiraglio Angelo Iachino, comandante della formazione, l'intera I Divisione e la IX Squadriglia furono inviate in soccorso alla nave immobilizzata, ma quando, alle 22.27, le navi giunsero nei pressi del Pola, furono sorprese dalle corazzate britanniche Barham, Valiant e Warspite, che le cannoneggiarono con le loro artiglierie: furono affondati lo Zara, il Fiume, l’Alfieri ed, in un secondo, tempo, anche il Pola (silurato da cacciatorpediniere britannici). Nel combattimento il Carducci – che era la penultima unità della fila, preceduto dal Gioberti e seguito dall’Oriani – si lanciò contro le navi britanniche, emettendo cortine fumogene nell'inutile tentativo di coprire gli incrociatori, permettendo però così all’Oriani ed al Gioberti di ripiegare e scampare al massacro. Poco dopo – alle 23.45 – il Carducci, centrato e devastato dalle salve delle corazzate britanniche, fu abbandonato dai superstiti; il cacciatorpediniere britannico Havock ne avvistò il relitto in fiamme e alla deriva e lo finì lanciandogli un siluro, che lo fece saltare in aria.
I sopravvissuti all'affondamento, parte in acqua e parte a bordo di zatterini, rimasero in mare per diversi giorni e in gran parte morirono; contribuì a limitare le perdite l'operato del comandante Ginocchio (Medaglia d'oro al valore), che tenne insieme i superstiti e cercò di evitare che la follia e lo sconforto potessero coglierli, facendo cantare e recitare la preghiera del marinaio.
Alle 14.12 del 2 aprile la nave ospedale Gradisca, mandata a soccorrere i naufraghi delle navi affondate nella battaglia, avvistò in posizione 35°56' N e 21°14' E due zattere, recuperando da esse in tutto 21 superstiti del Carducci. Tra le 12.38 e le 14.06 del 3 aprile la Gradisca individuò e soccorse altre quattro zattere del Carducci, traendo in salvo in tutto 14 uomini.
Complessivamente, dei i 204 uomini che formavano l'equipaggio del Carducci, 169 morirono o risultarono dispersi e 35 (incluso il comandante Ginocchio) furono tratti in salvo.
Il Carducci aveva svolto in tutto 38 missioni di guerra (7 con le forze navali, 3 di bombardamento controcosta, 4 di scorta convogli, 7 addestrative e 17 di altro tipo), percorrendo complessivamente 14.856 miglia e trascorrendo un solo giorno ai lavori.

### Comandanti
Capitano di fregata Vincenzo Novari (nato il 30 ottobre 1898) (10 giugno 1940 - 28 ottobre 1940)
Capitano di fregata Alberto Ginocchio (nato a La Spezia il 29 novembre 1901) (29 ottobre 1940 - 28 marzo 1941)